# Geoffrey Feilding

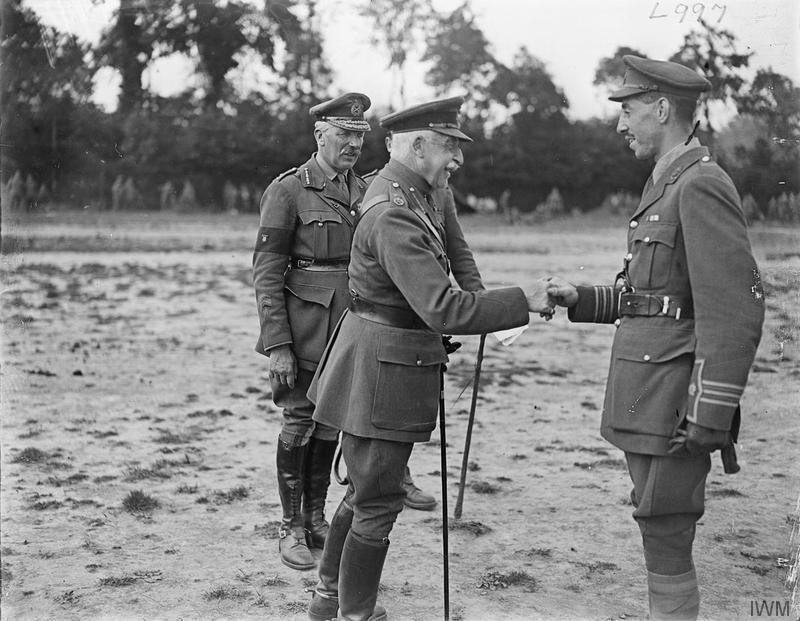
Geoffrey Feilding (links) bei einem Truppenbesuch von Arthur, 1. Duke of Connaught and Strathearn (Mitte) und einem Offizier der Garde-Division (30. Juni 1918).

Sir Geoffrey Percy Thynne Feilding, KCB, KCVO, CMG, DSO (* 21. September 1866; † 21. Oktober 1932) war ein britischer Offizier der British Army, der als Generalmajor während des Ersten Weltkrieges von 1916 bis 1918 Kommandeur der Guards Division war.

## Leben
Geoffrey Percy Thynne Feilding war das vierte von sechs Kindern von General Sir Percy Robert Basil Feilding, KCB, und Lady Louisa Isabella Harriet Thynne. Seine jüngere Schwester Margaret Agnes Feilding war die Ehefrau von Sir Walter Edward Davidson, der unter anderem zwischen 1913 und 1917 Gouverneur des Dominion Neufundland sowie von 1918 bis zu seinem Tod 1923 Gouverneur von New South Wales war. Er selbst trat im April 1888 als Second Lieutenant in das Gardegrenadierregiment Coldstream Guards ein. Er wurde am 27. November 1890 zum Lieutenant sowie am 6. April 1898 zum Captain befördert. Er nahm zwischen 1899 und 1902 am Zweiten Burenkrieg teil und wurde für seine dortigen Verdienste zwei Mal im Kriegsbericht erwähnt (Mentioned in dispatches) sowie 1900 als Companion des Distinguished Service Order (DSO) ausgezeichnet. In der Folgezeit fand er zahlreich Verwendungen als Offizier und Stabsoffizier.

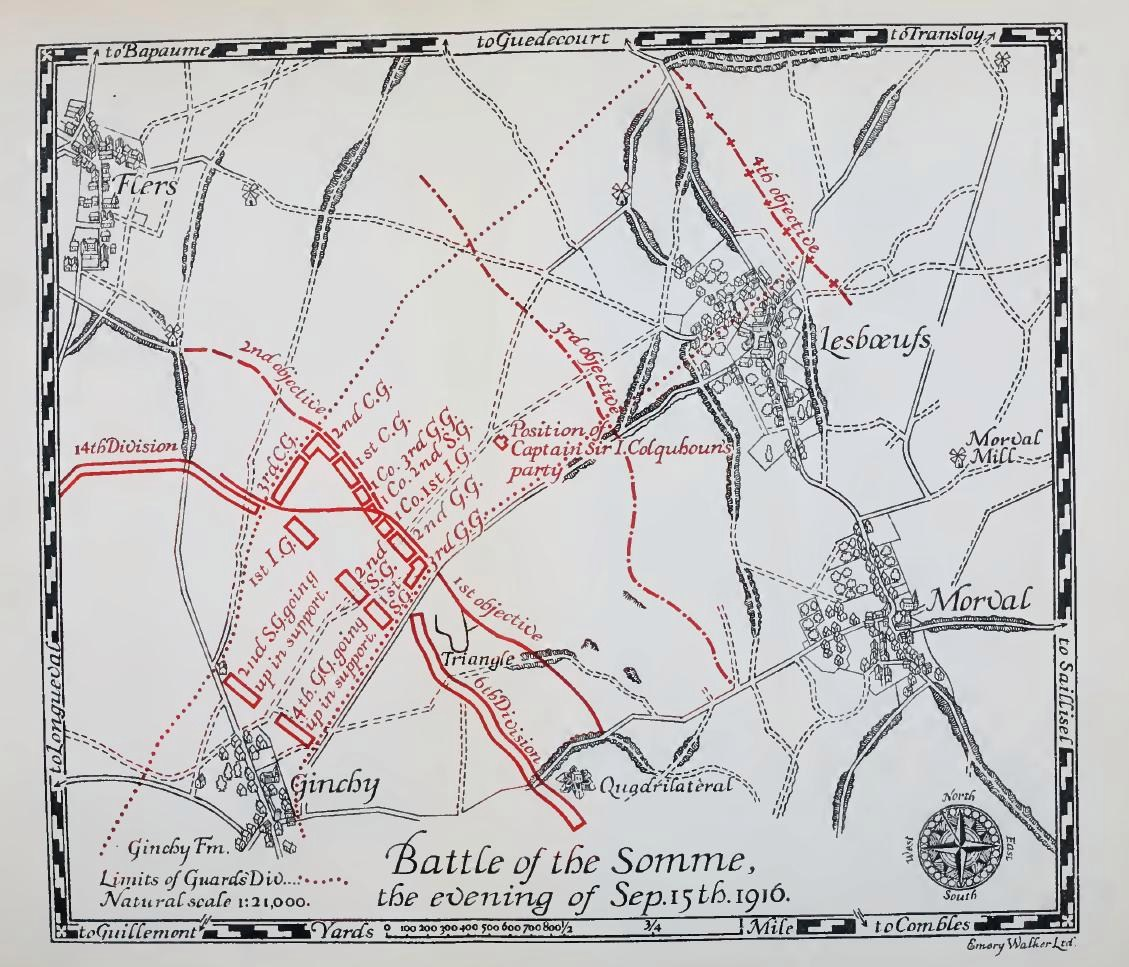
Einsatz der Guards Division während der Schlacht an der Somme am 15. September 1916.

Während des Ersten Weltkrieges wurde Feilding zunächst der Brevet-Rang eines Lieutenant-Colonel verliehen. Im Laufe des Krieges wurde er sieben weitere Male im Kriegsbericht erwähnt. Er war zwischen April und Juni 1915 als Brigadier zunächst Kommandeur (Commanding Officer) der 149th (Northumberland) Brigade sowie im Anschluss von Juni bis Dezember 1915 Kommandeur der 1st Guards Brigade. Am 3. Januar 1916 löste er als Major-General Major-General Rudolph Lambart, 10. Earl of Cavan als Kommandeur der Guards Division (General Officer Commanding, Guards Division) ab und verblieb auf diesem Posten bis zu seiner Ablösung durch Major-General Torquhil George Matheson am 11. September 1918. In dieser Verwendung nahm er als Befehlshaber an der Schlacht an der Somme (1. Juli bis 18. November 1916) sowie an den Einsätzen gegen das Unternehmen Michael (21. März bis 6. April 1918) teil. Für seine Verdienste in dieser Zeit wurde er 1916 Companion des Order of the Bath (CB) sowie 1917 Companion des Order of St Michael and St George (CMG). 
Kurz vor Kriegsende wurde Major-General Geoffrey Feilding im Oktober 1918 Nachfolger von Major-General Sir Francis Lloyd als Kommandeur des Militärbezirks London (General Officer Commanding, London District) und behielt diesen Posten bis Februar 1920, woraufhin Major-General Sir George Darell Jeffreys seine Nachfolge antrat. Am 3. Juni 1919 wurde er zum Knight Commander des Order of the Bath (KCB) geschlagen und führte fortan das Prädikat „Sir“. Ferner wurde er 1919 auch zum Knight Commander des Royal Victorian Order (KCVO) geschlagen. Im Juni 1923 übernahm er von Major-General Cecil Pereira den Posten als Kommandeur der 56./1. Londoner Division (56th (1/1st London) Division) der Territorialarmee und hatte diesen bis zu seiner Ablösung durch Major-General Hubert Isacke im Juni 1927 inne. Er fungierte im Anschluss außerdem zwischen 1928 und seinem Tod 1932 als Registrator und Sekretär des Order of the Bath. Nach seinem Tod wurde er auf dem Friedhof der St. Editha’s Church in Monks Kirby in Warwickshire beigesetzt.